# Metharmostis
Metharmostis là một chi bướm đêm thuộc họ Yponomeutidae.

## Các loài
- Metharmostis asaphaula - Meyrick, 1921